# Asplenium dolomiticum
Asplenium dolomiticum là một loài dương xỉ trong họ Aspleniaceae. Loài này được Lovis & amp, Reichst. Á.Löve & D.Löve mô tả khoa học đầu tiên năm 1974.
Danh pháp khoa học của loài này chưa được làm sáng tỏ. 